# Мулино-Драгонети (Потенца)
Мулино-Драгонети (итал. Mulino-Dragonetti) је насеље у Италији у округу Потенца, региону Базиликата.
Према процени из 2011. у насељу је живело 33 становника. Насеље се налази на надморској висини од 523 м.